# ایگور گرابار
ایگور گرابار (روسی: Игорь Эммануилович Грабарь؛ ۱۳ مارس ۱۸۷۱ – ۱۶ مهٔ ۱۹۶۰) نقاش، ناشر، مورخ هنر و معمار روسی مقیم اتریش-مجارستان بود. او از نقاشان پست‌امپرسیونیست به‌شمار می‌رود و اوج هنرش را در سبک تفکیک‌گری متمایل به نقطه‌چینی به‌ویژه در به‌تصویرکشیدن برف نشان داد.
گرابار برندهٔ جوایزی همچون نشان لنین شده‌است.